# Johann Felix Bielcke
Johann Felix Bielcke (* vor 1700; † 1745) war ein deutscher Buchdrucker, Buchhändler und Verleger in Jena. 

## Leben und Wirken
Bielcke war Sohn des Verlegers Johann Bielcke (1665–1706). Die Filiale in Weimar, die seit 1710 bestand, wurde 1732 an den dortigen Faktor Siegmund Heinrich Hoffmann verkauft. Der war seit 1725 deren Pächter.
Neben Büchern u. a. zur Mathematik, zur Reichshistorie, erschienen in seinem Verlag auch Stiche von Persönlichkeiten. Die Jenenser Universität war wesentlicher Kunde seines Verlages.
Sein Sohn führte die Offizina Bielckiana weiter.